# Gabelle
Gabelle to termin z historii francuskiej początkowo odnoszący się do różnorakich podatków; później zastrzeżony dla podatku od soli, nałożonego przez Filipa Pięknego w 1286, zniesionego w 1790.